# Farmers Branch
Farmers Branch es una ciudad ubicada en el condado de Dallas, Texas, Estados Unidos. Según el censo de 2020, tiene una población de 35,991 habitantes.
Es un suburbio de Dallas y forma parte del Dallas-Fort Worth metroplex.
En el 12 de mayo de 2007, la ciudad de Farmers Branch prohibió a los propietarios alquilar a la mayoría de los inmigrantes ilegales; fue la primera ciudad estadounidense en hacerlo. Un juez federal dictaminó que la prohibición era inconstitucional. La ciudad apeló a la Corte Suprema de los Estados Unidos. Se negó a revisar el caso, y la prohibición contra alquiler a inmigrantes ilegales fue anulada.
En septiembre de 2008 el gobierno de la ciudad estableció una ley revisada contra alquiler de apartamentos a inmigrantes ilegales, pero los tribunales federales bloquearon la nueva ley. En 2014 la Corte Suprema de los Estados Unidos se negó a revisar el caso.

## Geografía
Farmers Branch está ubicada en las coordenadas 32°55′40″N 96°52′43″O / 32.92778, -96.87861. Según la Oficina del Censo de los Estados Unidos, Farmers Branch tiene una superficie total de 31.18 km², de la cual 30.77 km² corresponden a tierra firme y 0.41 km² es agua.

## Demografía
Según el censo de 2020, hay 35.991 personas residiendo en Farmers Branch. La densidad de población es de 1169,68 hab./km². El 45.33% son blancos, el 8.41% son afroamericanos, el 1.16% son amerindios, el 8.76% son asiáticos, el 0.04% son isleños del Pacífico, el 17.78% son de otras razas y el 18.53% son de dos o más razas. Del total de la población, el 43.55% son hispanos o latinos de cualquier raza.

## Economía
En 2012, Farmers Branch tenía 3500 empresas. Celanese Corporation, I2 Technologies y Occidental Chemical tienen sus sedes en Farmers Branch. Maxim Integrated Products tiene una oficina en Farmers Branch.
Farmers Branch tenía la sede de All Smiles Dental Centers.

## Educación
En la mayor parte de la ciudad, el Distrito Escolar Independiente de Carrollton-Farmers Branch (CFBISD por sus siglas en inglés) gestiona las escuelas públicas. En una pequeña fracción, son gestionadas por el Distrito Escolar Independiente de Dallas (DISD).
Escuelas del CFBISD:
- Escuela Primaria Farmers Branch (K-5)[14][15]
- Escuela Primaria Dave Blair (K-5) - Farmers Branch[16]
- Escuela Primaria Janie Stark (K-5) - Farmers Branch[17][18]
- Escuela Primaria Neil Ray McLaughlin (K-2) en Carrollton y Escuela Intermedia Nancy H. Strickland (3-5) en Farmers Branch.[19][20]
- Escuela Secundaria Vivian C. Field (6-8) en Farmers Branch[21][22]
- Escuela Preparatoria R. L. Turner (9-12) en Carrollton[23]

Escuelas del CFBISD que sirven a un parte al sur de la interestatal 635 y al oeste de la interestatal 35E (todas las escuelas en Irving):
- Escuela Primaria La Villita, Escuela Secundaria Barbara Bush, y Escuela Preparatoria Ranchview[24][25][26]

Escuelas del DISD:
- Dos escuelas primarias:
  - Escuela Primaria William L. Cabell (desde 1 de julio de 2018 como la Escuela Chapel Hill) en Farmers Branch.[27]
    - El futuro nombre es en honor a la comunidad Chapel Hill; fue renombrada porque el Alcalde de Dallas William Lewis Cabell sirvió en los Estados Confederados de América.[28]

  - Escuela Primaria Tom C. Gooch[29]
- Escuela Secundaria Thomas C. Marsh[30]
- Escuela Preparatoria W. T. White[31]